# Vịnh Taranto

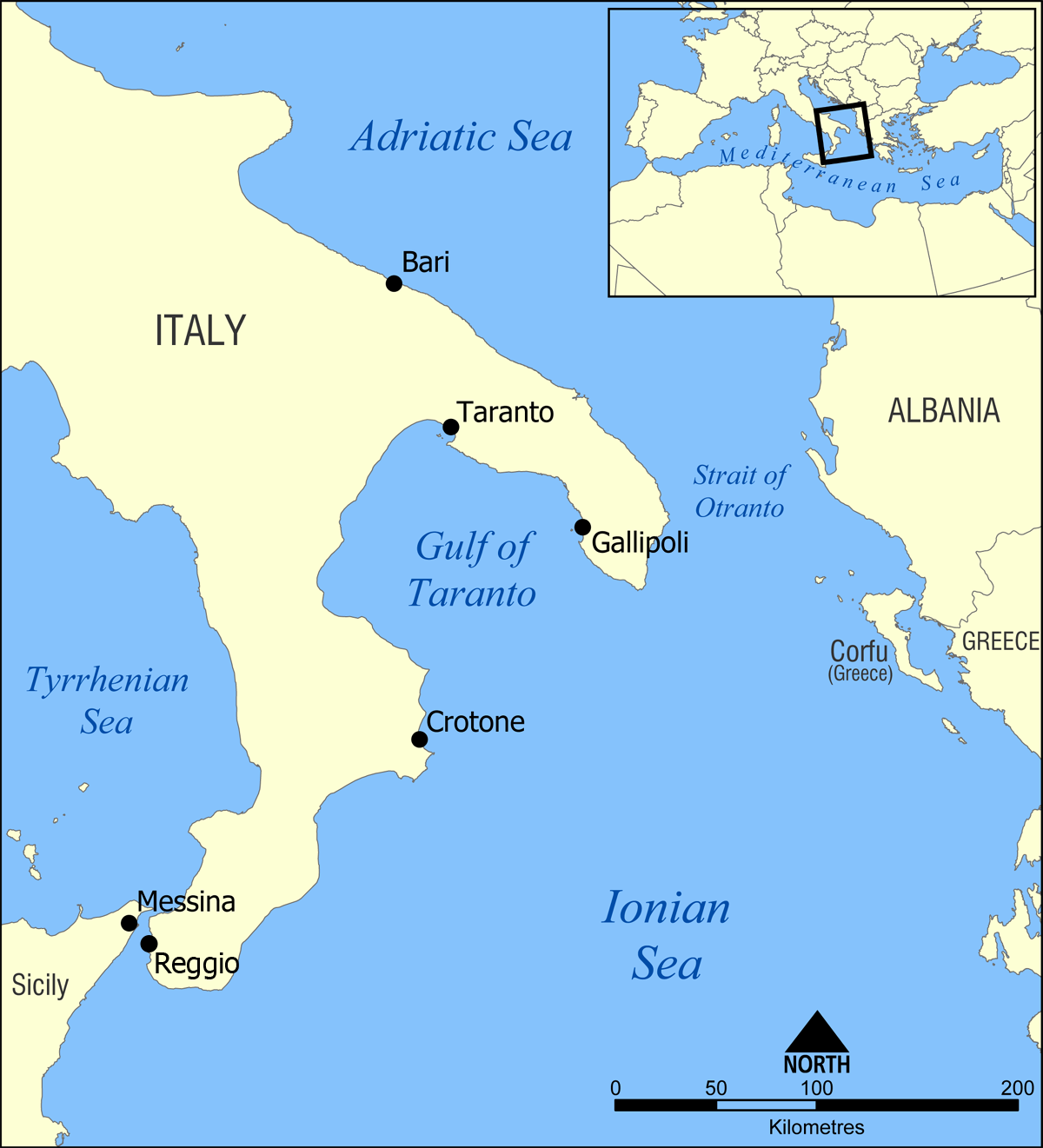
Bản đồ vịnh Taranto.

Vịnh Taranto (tiếng Ý: Golfo di Taranto, Latin: Sinus Tarentinus) là một vịnh của Biển Ionia, ở phía nam Ý.
Vịnh Taranto có dạng hầu như vuông, mỗi cạnh dài khoảng 140 km, và giáp ranh với các mũi đất Santa Maria di Leuca (phía đông, vùng Puglia) và Colonna (mũi Lacinium cũ, phía tây, vùng Calabria). Vịnh này bao quanh bởi 3 vùng của Ý là Puglia, Basilicata và Calabria. Các sông quan trọng chảy vào vịnh là Basento, Sinni và Agri.
Các thành phố chính trên bờ vịnh là Taranto, Gallipoli cùng các thành phố Croton, Heraclea, Thurii, Sybaris thuộc đế quốc Đại Hy Lạp xưa (Magna Graecia).
Tọa độ:
- Tây bắc Lat/Long: N 41.00/ W 17.41
- Đông bắc Lat/Long: N 40.59/ E 15.51
- Tây nam Lat/Long: N 39.58/ E 15.51
- Đông nam Lat/Long: N 40.00/ W 17.41

Ý cho rằng toàn vịnh Taranto là vùng nước thuộc chủ quyền quốc gia, nên đã không cho các tàu bè quốc tế giao thông. Tuy nhiên, cũng giống như tình trạng vịnh Sidra ở Lybia, một số nước không công nhận chủ quyền này, chẳng hạn như Hoa Kỳ và Vương quốc Anh.